# Соколівська сільська рада (Жидачівський район)
| Соколівська сільська рада — орган місцевого самоврядування у Жидачівському районі Львівської області з адміністративним центром у с. Соколівка. Водоймища на території, підпорядкованій даній раді: річка Бобирка. Сільській раді підпорядковані населені пункти: - с. Соколівка - с. Кологори - с. П'ятничани - с. Сенів - с. Ходорківці |

## Склад ради
Рада складається з 16 депутатів та голови.

### Керівний склад ради
| ПІБ                   | Основні відомості                                                                                   | Дата обрання | Дата звільнення |
| --------------------- | --------------------------------------------------------------------------------------------------- | ------------ | --------------- |
| Козяр Ігор Федорович  | Сільський голова, 1959 року народження, освіта, безпартійний                                        | 26.03.2006   | 31.10.2010      |
| Ткач Софія Михайлівна | Сільський голова, 1962 року народження, освіта середня спеціальна, член Української Народної Партії | 31.10.2010   |                 |

Примітка: таблиця складена за даними джерела